# Lat Phrao
Lat Phrao (thailändisch ลาดพร้าว) ist eine der 50 Khet (Bezirke) in Bangkok, der Hauptstadt von Thailand. Lat Phrao ist ein nordöstlicher Vorstadt-Distrikt und liegt überwiegend nördlich der Lat Phrao Road.

## Geographie
Lat Phrao wird im Norden begrenzt vom Khlong Lum Phai („Khlong“ = Kanal), vom Khlong Lam Kha, Khlong Khok Khram und vom Khlong Tha Reng, im Osten vom Ram Intra At Narong Expressway, im Süden vom Soi Longchom Longkrao und vom Khlong Throng Kratiam und im Westen etwa vom Khlong Lat Phrao.
Die benachbarten Bezirke sind im Uhrzeigersinn von Norden aus: Bang Khen, Bueng Kum, Bang Kapi, Wang Thonglang und Chatuchak.
Trotz ihres Namens liegt die Thanon Lat Phrao (Lat-Phrao-Straße) im südlichen Nachbar-Khet Wang Thonglang.

## Verwaltung
Der Bezirk ist in zwei Unterbezirke (Khwaeng) gegliedert:
| Nr. | Name Khwaeng | Thai    | Einw.  |
| --- | ------------ | ------- | ------ |
| 1.  | Lat Phrao    | ลาดพร้าว | 94.900 |
| 2.  | Chorakhe Bua | จรเข้บัว  | 27.541 |

## Gemeinderat
Der Gemeinderat des Distrikts Lat Phrao hat sieben Mitglieder, jedes Mitglied wird für vier Jahre gewählt. Die letzte Wahl war am 30. April 2006. Die Ergebnisse:
- Thai Rak Thai Party – 7 Sitze